# Dörtyol
Dörtyol este un oraș din Turcia.